# فنسنت ماسون
فنسنت ماسون (بالإنجليزية: Vincent Mason)‏ هو ملحن ودي جيه ومنتج أسطوانات أمريكي، ولد في 24 مارس 1970 في بروكلين في الولايات المتحدة.

## وصلات خارجية
- فنسنت ماسون على موقع ميوزك برينز (الإنجليزية)
- فنسنت ماسون على موقع ميوزك برينز (الإنجليزية)
- فنسنت ماسون على موقع ميوزك برينز (الإنجليزية)
- فنسنت ماسون على موقع أول ميوزيك (الإنجليزية)
- فنسنت ماسون على موقع أول ميوزيك (الإنجليزية)
- فنسنت ماسون على موقع ديسكوغز (الإنجليزية)
- فنسنت ماسون على موقع ديسكوغز (الإنجليزية)
- فنسنت ماسون على موقع ديسكوغز (الإنجليزية)